# IC 4836
IC 4836 је спирална галаксија у сазвјежђу Паун која се налази на листи објеката дубоког неба у Индекс каталогу.
Деклинација објекта је - 60° 12' 0" а ректасцензија 19h 16m 18,1s. Привидна величина (магнитуда) објекта IC 4836 износи 12,6 а фотографска магнитуда 13,3. IC 4836 је још познат и под ознакама ESO 141-43, IRAS 19118-6017, PGC 62990.